# Simfonia núm. 2 (Ives)
La Simfonia núm. 2 va ser escrita per Charles Ives entre 1897 i 1902. Consta de cinc moviments i té una durada aproximada de 40 minuts.

## Instrumentació
La peça està escrita per a flautí, 2 flautes, 2 oboès, 2 clarinets, 2 fagots, contrafagot, 4 trompes, 2 trompetes, 3 trombons, tuba, timbals, triangle, caixa, bombo i cordes.

## Moviments
1. Andante moderato
2. Allegro
3. Adagio cantabile
4. Lento maestoso
5. Allegro molto vivace

La peça s'allunya de l'⁣estructura simfònica convencional de quatre moviments mitjançant la inserció d'un moviment Lento maestoso lent com a introducció a l'Allegro molto vivace.

## Història i anàlisi
Tot i que Ives va compondre l'obra quan tenia entre vint i trenta anys, va passar mig segle abans que fos estrenada, el 22 de febrer de 1951, en un concert de la Filharmònica de Nova York dirigit per Leonard Bernstein. En la seva estrena, l'obra va rebre aplaudiments entusiastes, però Ives va respondre amb ambivalència (es diu que va escopir): no va assistir al concert en persona, sinó que va escoltar una retransmissió per ràdio el 4 de març. L'execució pública d'aquesta obra va ajornar-se tant de temps perquè Ives havia estat marginat per l'establishment clàssic nord-americà. Des de la seva formació amb Horatio Parker a Universitat Yale, Ives havia patit la seva desaprovació per la maliciosa heterodòxia amb què va ultrapassar els límits de les estructures clàssiques europees per crear paisatges sonors que recordessin la creació de música vernacular de la seva educació a Nova Anglaterra.
Com les altres composicions d'Ives que reten homenatge a les herències europea i americana, la Segona Simfonia no fa cap cita completa de cançons populars americanes, sinó que recorda cançons com ara Camptown Races, Bringing In the Sheaves, Long, Long Ago, Turkey in the Straw i America the Beautiful, que són al·ludits i convertits en temes originals. L'única excepció és Columbia, the Gem of the Ocean, la lletra de la qual se sent completa i gairebé sense canvis en el clímax del cinquè moviment com a contrapunt al primer tema original d'Ives. També hi ha una sèrie de referències a obres del cànon de la música occidental, en particular al primer moviment de la Cinquena Simfonia de Beethoven (bastant suaus en comparació amb l'original) i una reescriptura d'una part de la Primera Simfonia de Brahms, així com un passatge (en el primer i en l'últim moviments) de la Invenció núm. 9 a tres veus en fa menor de Johann Sebastian Bach. Ives també rememora l'anomenat motiu de l'Enyorança de la mort de l'òpera Tristany i Isolda de Wagner.
L'estrena de Bernstein i les interpretacions posteriors van ser molt criticades per prendre llibertats amb la partitura. La partitura utilitzada el 1951 contenia uns mil errors, però a més Bernstein va fer un tall destacat al final, va ignorar algunes de les indicacions de tempo d'Ives, va canviar la instrumentació i va allargar la consonància i dissonància final de Bronx cheer des d'una corxera a més d'una blanca. Molts directors i públic, influenciats per l'exemple de Bernstein, han considerat l'última d'aquestes pràctiques com una de les marca distintiva d'aquesta obra. L'any 2000, la Charles Ives Society va preparar una edició crítica oficial de la partitura i va autoritzar un enregistrament de Kenneth Schermerhorn i l'⁣Orquestra Simfònica de Nashville per ajustar-se més a les intencions d'Ives.

## Representacions
El compositor estatunidenc Bernard Herrmann va ser un especial defensor de l'obra d'Ives tant per a fer-lo arribar al públic estatunidenc com també al públic d'altres països. Va ser ell qui el 25 d'abril de 1956 va presentar per primera vegada al Regne Unit la Segona Simfonia d'Ives en un concert de l'Orquestra Simfònica de Londres, que la BBC va retransmetre en directe per ràdio.

## Enregistraments
Encara que l'estrena mundial es va publicar més tard en CD, el primer enregistrament d'estudi va ser realitzat per F. Charles Adler amb l'⁣Orquestra Filharmònica de Viena el febrer de 1953. Leonard Bernstein i la Filharmònica de Nova York van gravar l'obra en versions estèreo i mono per a Columbia Records el 6 d'octubre de 1958. Eugene Ormandy i l'Orquestra de Filadèlfia van gravar la simfonia per a RCA Victor el 7 de febrer de 1973, en una versió multicanal publicada posteriorment en CD amb codificació Dolby Surround Sound. Bernard Herrmann, un altre entusiasta de la música d'Ives durant molt de temps, va gravar el treball amb la London Symphony Orchestra a 'Phase 4 Stereo' de Decca/London el 4 de gener de 1972. L'estrena britànica que havia dirigit ell amb la mateixa orquestra el 25 d'abril de 1956 va publicar-se molts anys després en CD per Pristine Audio. També cal destacar l'enregistrament de 1998 que Stephen Somary va dirigir amb l'Orquestra Simfònica de Nuremberg, editat per Claves Records.